# Щецинський мир
Щецинський мир, Штеттінський мир (нім. Frieden von Stettin, швед. Freden i Stettin, дат. Freden i Stettin) від 13 грудня 1570 року завершив Північну семирічну війну між Швецією та Данією з її внутрішнім роздробленим союзом Любека та Польщі. Він також врегулював претензії Швеції, Данії та Священної Римської імперії щодо Лівонської війни. Невигідний для Швеції договір забезпечив Данії гегемонію в Північній Європі на короткий період. Проте, через свою безрезультатність, це не завадило подальшій війні між Данією, Норвегією та Швецією, яка закінчилася лише в 1720-х роках.

## Передумови
Кальмарська унія, що охоплювала Швецію, Данію та Норвегію, розпалася в 1523 році. Фрідріх II Датський намагався відновити Унію під своїм правлінням. Фредерік підкреслив свої претензії, використовуючи три корони Союзу у своєму гербі та вторгшись до Швеції в 1563 році; обидві дії вважаються стартовими подіями Семирічної війни. У той час як данці мали перевагу в сухопутних битвах і захопили Ельвсборг, шведи показали кращі результати в морських битвах і в Лівонії, яка раніше була секуляризована і тепер була предметом територіальної конкуренції навколишніх держав.

## Договір
У липні 1570 р. Максиміліан II, імператор Священної Римської імперії, ініціював мирний конгрес у Штеттіні (після 1945 р. Щецин), щоб стати посередником між Швецією та Данією. Кілька дипломатів діяли як посередники: господар, померанський герцог Йоганн Фрідріх Померансько-Штеттінський, діяв як голова делегатів, надісланих його імператором Максиміліаном; Французький посланник при датському дворі Шарль Денсі, який брав активну участь у підготовці конгресу, був серед посередників; Польським королем Сигізмундом Августом були послані Мартін Кромер, єпископ вармінський (ермландський) та інші; Август Саксонський був присутній особисто. Зі сторін Данію представляли Педер Білле (Bilde), Йорген Розенкранц, Хенрік Ранцау, Нільс Каас і Йоахім Хенке (Хінк); Швеція надіслала барона Йорана Гера, Бенгта Гюльта, Еріка Гилленстерна (Гилленстерна) та ін.
У підсумковому договорі Швеція та Данія-Норвегія домовилися про наступне:
- Датсько-норвезький король Фрідріх II, король Данії, відмовився від усіх претензій на Швецію.
- Шведський король Іоанн III відмовився від усіх претензій на норвезькі провінції та Готланд. Таким чином, Швеція вперше визнала Сконе, Блекінге та Халланд данськими провінціями.
- Швеція була змушена заплатити 150 000 риксдалерів за викуп замку Ельвсборг (Älvsborgs lösen; Elfsborgs løsen). Щоб заплатити цю надзвичайно високу суму грошей, Швеція обклала все рухоме майно в країні великим податком, що призвело до подальшого зубожіння населення, яке постраждало від війни. Незгорілі міста повинні були платити одну дванадцяту, селяни — одну десяту, спалені міста — одну вісімнадцяту частину вартості їх майна.
- Швеція також була змушена заплатити Любеку 75 000 далерів.
- Швеція передала свої володіння в Лівонії за плату імператора Священної Римської імперії Максиміліана II.

## Результат
Завдяки договору Данія стала верховною та панівною державою в Північній Європі, але не змогла відновити Кальмарську унію. Суперечки щодо трьох коронних знаків залишалися невирішеними, а несприятливі умови для Швеції призвели до серії майбутніх конфліктів, які закінчилися лише в 1720/21 роках.
Любек нічого не отримав від договору: хоч і отримав привілеї від Швеції, вони не зміцнили позиції Любека, оскільки шведський князь Ян III надав такі ж привілеї поморському порту Штральзунд, своєму союзнику під час війни. Платежі, обіцяні Любеку, так і не були перераховані. Шведські пірати продовжували захоплювати вантажі Любека, і місто, як і весь Ганзейський союз, змушені були визнати його деградацію до другого сорту.
Також Максиміліан II, імператор Священної Римської імперії, не виплатив компенсації, обіцяної Швеції, і, отже, втратив свій вплив на справи Балтії. Умови договору щодо Лівонії були проігноровані, і тогочасна Лівонська війна затягнулася.
Данія отримувала всі платежі, хоча завжди із запізненням, за винятком першого. Іван III був сповнений рішучості зберегти свій єдиний порт на скандинавському західному узбережжі, і його зусилля включали продаж військових кораблів і девальвацію шведської валюти.